# Лерер, Иосиф Гдальевич
Ио́сиф Гда́льевич Ле́рер (18 марта 1880, Каменец-Подольский — 9 июня 1941, Львов) — украинский и польский дирижёр и композитор.

## Биография
Учился во Львовской консерватории (у Мечислава Солтыса).
В 1911—1941 годах (с перерывом) — концертмейстер и дирижёр оперетт и опер во Львовском городском театре, с 1933 — дирижёр филармонии.